# In de munte

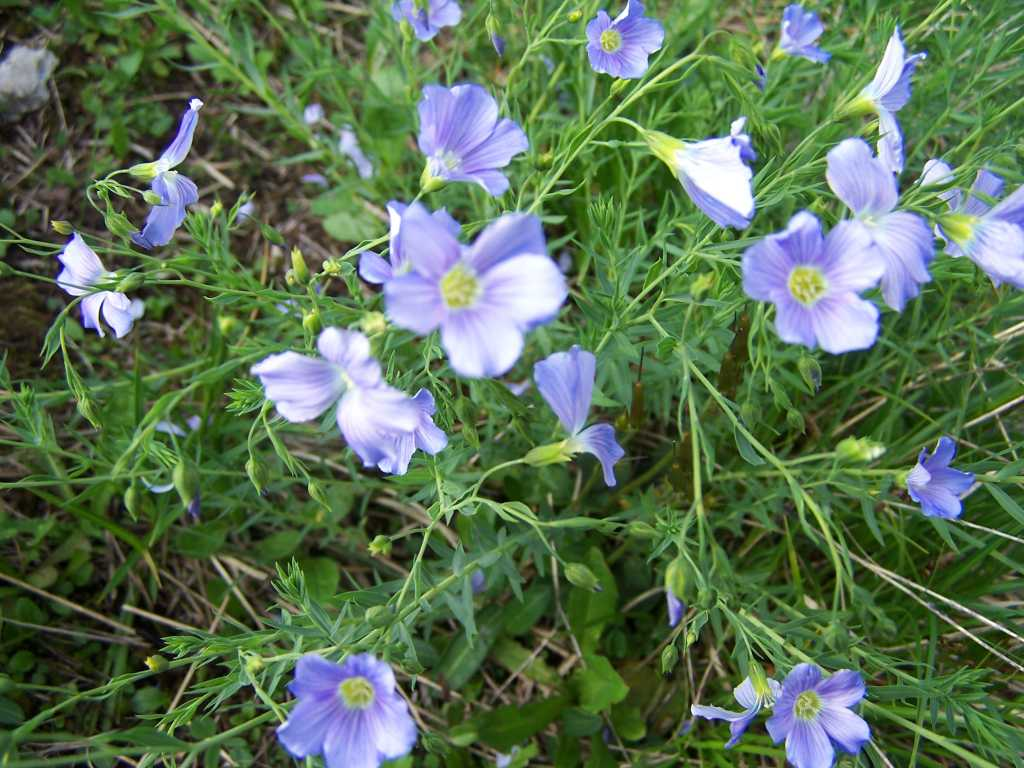
Linum extraaxillare

Inul de munte sau inul zânelor (Linum extraaxillare - Kitt.) este o plantă cu flori din familia Linaceae.

## Descriere

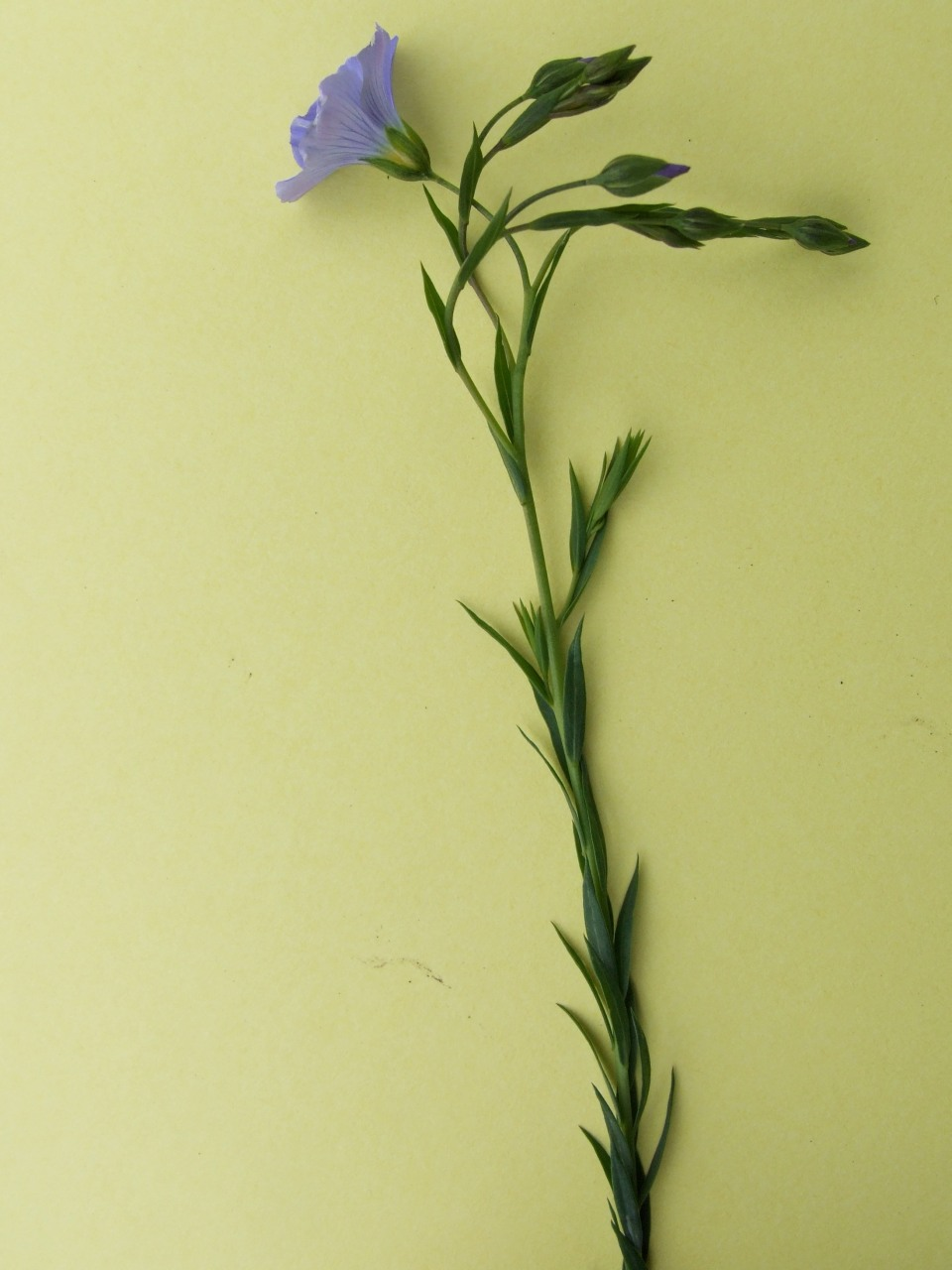
Morfologia inului de munte

Inul de munte are tulpini subțiri, drepte, acoperite cu multe frunze înguste, scurte, ascuțite. Tulpina atinge 30-40 cm. Florile sunt grupate câte una-cinci, pe codițe subțiri. Florile au cinci petale lățite spre vârf, dințate mărunt și ușor răsfrânte în afară, de culoare albastru azuriu, cu vinișoare mai deschise. Din subsuoara unor frunze cresc adeseori mlădițe frunzoase. Inul de munte înflorește în lunile iunie-iulie.

## Răspândire
În România, inul de munte crește prin pajiștile însorite de pe brâne din munții Carpați, mai ales pe roci calcaroase. 

## Sinonime
- Linum perenne L. subsp. extraaxillare (Kit.) Nyman